# Odrodzenie (partia polityczna)

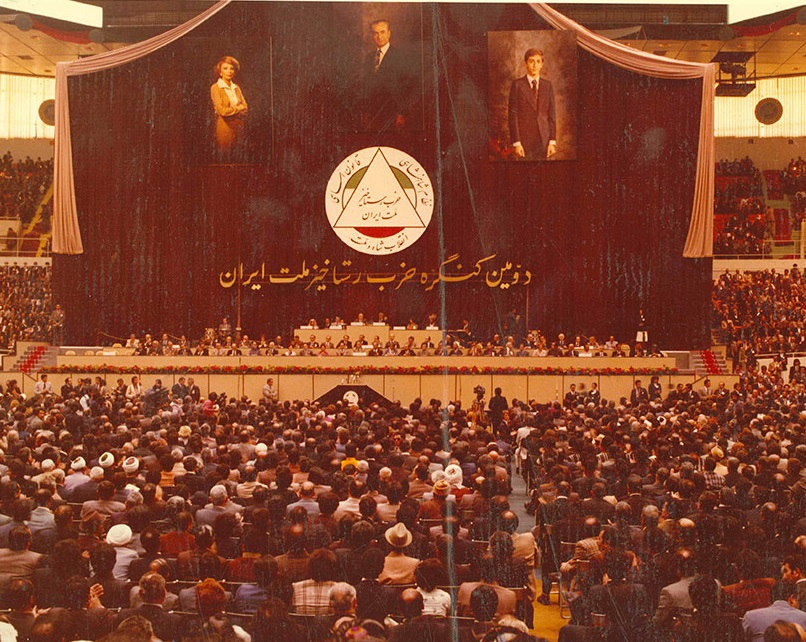
Kongres partyjny

Odrodzenie (pełna nazwa: Partia Odrodzenia Ludu Iranu, pers. حزب رستاخیز ملت ایران) – irańska partia polityczna utworzona w 1975 r. z inicjatywy szacha Mohammada Rezy Pahlawiego. Funkcjonowała do rewolucji islamskiej z 1979 roku.

## Okoliczności utworzenia
Partia została utworzona w 1975 r. na polecenie szacha Mohammada Rezy Pahlawiego. Z założenia miała być jedyną legalną formacją polityczną działającą w Iranie. Powołując Odrodzenie, szach zlikwidował dwie funkcjonujące do tej pory partie – Nowy Iran i Partię Ludu, za pomocą których do tej pory kontrolował sytuację polityczną, tworząc pozory pluralizmu i demokracji. Wycofał się tym samym z koncepcji, którą jeszcze dziesięć lat wcześniej wyłożył w autobiografii; przekonywał wówczas, że system jednopartyjny cechuje państwa totalitarne, on zaś, jako monarchia konstytucyjny, może pozwolić sobie na wspieranie wielości organizacji politycznych. Po utworzeniu Odrodzenia egzemplarze wspomnień szacha były błyskawicznie usuwane z księgarń i bibliotek. Mohammad Reza Pahlawi zamierzał poprzez system jednopartyjny wzmocnić swoją autorytarną władzę. Obserwując bowiem sytuację w krajach Europy Zachodniej, gdzie występowały kryzysy gospodarcze, bezrobocie, społeczne niepokoje doszedł do przekonania, że demokracja nie jest wcale lepszym systemem politycznym.
Struktura Odrodzenia była częściowo wzorowana na leninowskiej koncepcji partii jako awangardy rządzącej klasy. Szach zakładał, że partia i stowarzyszone z nią organizacje (kobiece, studenckie, chłopskie) będzie organizować całe życie polityczne i społeczne w Iranie, przekazując od rządzącej elity do społeczeństwa właściwe idee i poglądy. Nieprzyłączenie się do Odrodzenia było równoznaczne z przyznaniem się do poglądów antyrządowych, osoby takie posądzano np. o sympatyzowanie z komunistyczną partią Tude. Organizacja przejęła kontrolę nad częścią ministerstw oraz najważniejszymi środkami masowego przekazu, utworzyła również własne gazety i własny związek zawodowy. W czerwcu 1975 r. miała 5 mln członków. Sekretarzem generalnym partii został Amir Abbas Howejda, komitet wykonawczy organizacji liczył 50 osób, zaś komitet centralny – 150. Partia deklarowała, że w swoich działaniach połączy najlepsze praktyki kapitalizmu i socjalizmu, ustanowi dialektyczne powiązania między władcą i społeczeństwem, pomoże w dokończeniu białej rewolucji i poprowadzeniu Iranu ku budowie Wielkiej Cywilizacji.
Partia dopuszczała jedynie fasadowy pluralizm wewnętrzny, dzieliła się bowiem na dwa skrzydła o nieco różniącej się ideologii. Partii powierzono również zadanie zneutralizowania środowisk, które szach uważał za szczególnie nielojalne: kupców bazarowych oraz szyickiego duchowieństwa. Komórki partyjne były zakładane na bazarach, a handlujących na nich kupców zmuszano do wpłacania dotacji do partyjnej kasy. Ogłoszono również rozwiązanie tradycyjnych gildii kupieckich i zastąpienie ich izbami, którymi kierowali biznesmeni dobrze widziani na dworze. W dalszej kolejności partia przeprowadziła na bazarach tzw. kampanię antyspekulacyjną, w ramach której kontrolowała ceny podstawowych towarów i wprowadzała na rynek znaczną ilość cukru, mięsa i zboża. Kupców uznanych za winnych spekulacji partia przekazywała przed specjalny sąd, który skazał 8 tys. osób na kary więzienia od dwóch miesięcy do trzech lat, 23 tys. ludzi zmusił do przeniesienia się do innego miasta, a na 250 tys. nałożył grzywnę.
Aktywiści partyjni mieli również monitorować działalność duchownych szyickich. Partia ogłosiła, że to szach jest przywódcą duchowym społeczeństwa, a duchowni są "ciemnymi, średniowiecznymi reakcjonistami". W odpowiedzi kilku szanowanych teologów szyickich wydało fatwy, w których potępiło partię. Ruhollah Chomejni z emigracji ogłosił, że Odrodzenie powstało w celu zniszczenia nie tylko tradycyjnych klas społecznych, ale i Iranu oraz islamu w ogóle. Najważniejsza hauza w Komie została zamknięta w proteście przeciwko działaniom partii. Policja polityczna SAWAK zareagowała zbiorowymi aresztowaniami duchownych, które nie miały precedensu w najnowszej historii Iranu.
Wbrew założeniom twórcy partii, Odrodzenie nie doprowadziło do zbliżenia między dworem i społeczeństwem; wręcz przeciwnie – utworzenie partii, która miała kontrolować całe życie publiczne, jak również dążenie do wyeliminowania wszelkiej krytyki, zraziło wielu Irańczyków do władcy. Atakując środowisko kupców bazarowych i duchownych szach zraził do siebie grupy społeczne, które do tej pory były mu raczej przychylne, stanowiły most między społeczeństwem a wąską elitą. Podczas rewolucji islamskiej demonstranci wielokrotnie atakowali lokale wybitnie niepopularnej w kraju organizacji. W ostatnich dniach 1978 r. szach rozwiązał Odrodzenie.